# 十四點和平原則
十四點和平原則（英語：Fourteen Points）是为和平协商结束一战，以和平为原则的声明。它的大纲由美國總統伍德羅·威爾遜於1918年1月在美国国会上关于战争目的和和平条款的演说中提出。欧洲人总体欢迎威尔逊的原则。
十四點和平原則後來成為美國在巴黎和會中的主張，其中設立國際和平機構落實成為國際聯盟。在國際關係中被視為理想主義的典範之一。

## 背景
十四點和平原則為威爾遜總統於1918年1月8日向美國國會致詞時所列舉之一般作戰目標，後來又另作多次補充。早在三天之前（1月5日），英國首相大衛·勞合·喬治向英國下議院致詞時，也曾提出若干與十四點和平原則相似之原則。不過由於美國聲望較高，與英、法、意等國多次協調，各方觀點漸趨接近，協約國各國最終勉強同意，以十四點和平原則作為議和之指導綱領，並在11月5日正式通知德國政府。

## 十四點和平原則的要点
十四點和平原則的要点：
1. 無秘密外交。
2. 航海自由。
3. 消除國際貿易障礙。
4. 限制軍備。
5. 平等對待殖民地人民。
6. 德軍撤出俄國領土。
7. 恢復比利時獨立。
8. 德國歸還亞爾薩斯及洛林予法國。
9. 根據民族性原則，重塑意大利邊境。
10. 奧匈帝國的人民自決。
11. 同盟國撤出羅馬尼亞、塞爾維亞和黑山。
12. 鄂圖曼帝國的人民自決。
13. 恢復波蘭獨立性。
14. 成立國際聯盟以維持世界和平。

## 分析
十四點和平原則為理論與實際的綜合體。第六至第十三等八點，均屬協約國作戰之目標；第一至第五點，為抽象的國際政治原則，第十四點則是試圖建立彌平國際戰爭保障世界和平之機構，為威爾遜政治理想的重心。
十四點和平原則雖然被聯軍接受為巴黎和會之指導綱領，但是十四點和平原則受到許多因素影響之下，事後未能完全實現。例如：有關俄國、法國、比利時、巴爾幹之撤軍，波蘭之重建，及組織國際聯盟等項實現外，關於外交公開、公海航行自由、撤除關稅壁壘等，則未能實現。

## 評價
十四點和平原則代表威爾遜的政治理想，成為美國在巴黎和會的重要主張，也造就國際聯盟的誕生，而他本人亦因此獲得1919年諾貝爾和平獎。
十四點和平原則具有开创性，它首次否认了大国之间扩张军力的合理性，并对由国家之间的军事扩张而造成的不信任进行了强烈的抨击。这对于当时富有侵略性的世界格局影响巨大；同时，其学说对后世也产生了的重要的影响，联合国实质上就是以威尔逊倡导的国际联盟为蓝本建立起来的。
但是其学说也有着致命的缺陷：首先，国家间的发展是不平衡的，其所提出的人性改造本身也是不平衡的，而且宗教、民族、地域、血统等等的复杂因素，会使得人的修养和认识造成偏差，这样人与人之间的不同，绝对信任的便无从谈起；此外，其关于国际组织的作用也太过于理想化。如果国家之间的联合与合作是建立在利益的基础上，而利益的摩擦并没有一个组织通过一定的手段（包括经济的和政治的）来约束，那么国际法也就无法真正得到贯彻—即国际社会仍然会处于无政府状态——国家之间必然会因产生不信任而导致分歧，而此时的国际组织没有足够的力量去压制这种分歧，这样的国际组织必然会产生分裂。
由於協約國各據私心的利益盤算，加之美国的孤立主义政策在两院中的巨大影响，两院议员以绝对多数否决了威尔逊提出的包括美国加入国联等一系列使美国跨入世界支配大国行列的议案，并且将国际联盟同欧洲古老而落后的“神圣同盟”相提并论，也使其在美国政府内部遭到质疑，十四點和平原則終究難以達成，懸而未決的問題依舊存在，埋下了第二次世界大战爆發的導火線。

## 註解
1. ↑  威爾遜於1918年1月8日首次提出十四點和原則之後，又於2月11日提出「四原則」，7月4日提出「四目標」，9月27日提出「五要點」，對於民族主決、國聯盟、公正與公開之外交、公海自由航行、撤除關稅壁壘等點，續作補充與強調。此種主張，部分出於威爾遜個人之創見，多數則採納當時美國的進步主義的主張[參⁠ 2]。
2. ↑  美國聲望較高由下列因素造成：一、美國對於大戰之最後勝利，具有決定性的貢獻。二、由於美國的參戰，使大戰之性質改變，由一場帝國主義的鬥爭，轉變為維護正義的聖戰。三、美國已表示，在戰後之和會上，不作領土之要求，亦不作賠償之索取，無欲則剛，立場超然而公正。四、協約國當時並未正式簽訂十四點和平原則，但在作戰過程中，曾派飛機將十四點和原則印成傳單，散發於同盟國後方，其中民族自決之條款，特別受到東歐民族的歡迎，所以大戰結束後，十四點和平原則便成為當時世人耳熟能詳的文件[參⁠ 2]。
3. ↑  中文版並非是正式翻譯版
4. ↑   註: